# Cris

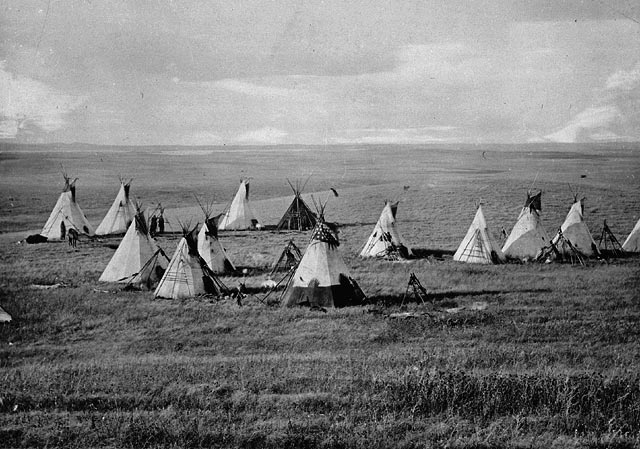
Acampamento cri em Alberta, no Canadá.

Cris (cree) é um grupo étnico algonquino nativo da América do Norte, que habitava desde as montanhas Rochosas até o oceano Atlântico, tanto nos Estados Unidos da América quanto no Canadá. Hoje constitui o maior grupo indígena do Canadá, com uma população superior a 200 mil membros.
A língua cri era a mais falada na América do Norte, sendo que nos dias de hoje nem todos os cris a falam fluentemente.